# Tentativa de golpe de Estado na Costa do Marfim em 2002
A tentativa de golpe de Estado na Costa do Marfim em 2002 foi um golpe de Estado fracassado na Costa do Marfim contra o governo de Laurent Gbagbo por facções dissidentes dentro das Forças Armadas Marfinenses que mergulhou o país numa guerra civil de vários anos que o dividiu em dois: o Norte controlado pelos rebeldes e o Sul controlado pelo governo.

## Razões
Os motivos para a intentona golpista incluem frustrações relativamente à desmobilização de soldados instalados durante o governo do General Robert Guéï e conhecidos pela sua lealdade para com ele. Embora muitos deles tenham partido conforme ordenado, eles se recusaram a entregar suas armas, aparentemente escondendo-as para a próxima tentativa de golpe.

## Desenrolar
Envolvendo cerca de 800 soldados, a tentativa de golpe começou na noite de 19 de Setembro de 2002, com as forças rebeldes a organizarem ataques a três cidades - Abidjan, Bouaké e Korhogo - e a conseguirem tomar o controle de Bouaké e Korhogo enquanto eram repelidas pelas forças governamentais em Abidjan. Durante a batalha que durou um dia em Abidjan, o General Robert Guei, juntamente com grande parte da sua família, foi morto pelas forças governamentais sob a crença errada de que foi ele quem orquestrou o golpe. As forças rebeldes esclareceram mais tarde que não tinham ligações políticas com o general. Os rebeldes também mataram o ministro do Interior, Émile Boga Doudou, e atacaram a casa de Moïse Lida Kouassi. A villa de Alassane Ouattara foi incendiada e ele fugiu para a embaixada francesa em Abidjan em busca de refúgio.

## Consequências
Não conseguindo assumir o controle, as forças rebeldes recuaram para o Norte predominantemente muçulmano, onde conseguiram angariar amplo apoio entre a população local. O Norte, habitado por imigrantes de países vizinhos, era visto como estrangeiro e utilizado como bode expiatório para os problemas do país, causando uma sensação de marginalização e falta de representação por parte do governo baseado no Sul. Denominando-se Movimento Patriótico da Costa do Marfim (MPCI), os objetivos declarados dos rebeldes eram capturar Abidjan, derrubar o governo e organizar novas eleições. Entretanto, ao longo da fronteira com a Libéria, novos grupos rebeldes - denominados Movimento Popular Marfinense do Grande Oeste (MPIGO) e Movimento para a Justiça e a Paz (MPJ) - organizaram ataques e capturaram as cidades de Man e Danane, alegando lutar contra o regime de Laurent Gbagbo, a fim de vingar a morte do General Robert Guei. Em dezembro de 2002, o MPIGO e o MPJ fundiram-se com o MPCI, formando as Forças Novas.